# Thierry Poyet (auteur)
 (mars 2021).
Pour les articles homonymes, voir Poyet et Thierry Poyet.
Œuvres principales
- La Gens Flaubert (essai, 2017)
- La petite Stéphanoise (roman, 2019)
- Ce que Camus ne m'a pas appris (roman, 2021)
- Il faut tuer Wolfgang Müller (roman, 2022)

Thierry Poyet, né à Saint-Étienne le 15 octobre 1968, est un écrivain et un universitaire français.

## Formation
Thierry Poyet grandit à Saint-Étienne où il effectue toutes ses études jusqu’à l’obtention d'un doctorat en littérature française à l’Université Jean-Monnet en 1996. Agrégé de Lettres modernes, il entame sa carrière professionnelle dans l’enseignement secondaire avant d’être élu sur un poste de maître de conférences à l’Université Clermont-Auvergne. Il est habilité à diriger des recherches depuis 2014.

## Recherches en littérature
Spécialiste de la littérature française du XIXe siècle et du roman réaliste, flaubertien averti, il consacre ses travaux récents aux auteurs mineurs de la seconde moitié du siècle et à une approche sociologique de la littérature, à travers les questions de sociabilité et de posture d’écrivains. Dans cette perspective, La gens Flaubert (2017) est repéré comme un « très copieux ouvrage, original et novateur » et pour Patrice Vibert « 25 ans après l’ouvrage de Pierre Bourdieu (Les Règles de l’art), celui de Thierry Poyet s’impose comme son complément indispensable. »
Il a publié plus de soixante articles et une vingtaine d’ouvrages universitaires. Directeur de plusieurs volumes collectifs et de la série « Minores XIX-XX » aux Lettres Modernes Minard, il a réédité entre autres des romans de Maxime Du Camp, Ernest Feydeau et Henry Céard. Il a participé à de très nombreux colloques en France et à l’étranger, et a publié une biographie de Flaubert saluée par la presse. Il vient de diriger un volume collectif, salué par la presse nationale, paru chez Champion, consacré à Maxime Du Camp, à l'occasion du bicentenaire de la naissance de l'écrivain
Soucieux de faire partager le savoir, il a multiplié les conférences littéraires, participé à des émissions radiophoniques avec Raphaël Enthoven ou Adèle Van Reeth et publié différentes chroniques dans Le Salon littéraire, magazine en ligne consacré aux livres, ou dans la revue Littératures et Cie dirigé par Joseph Vebret.

## Production romanesque
En lien avec ses recherches universitaires, Thierry Poyet a publié dès 1998 des fictions biographiques dans lesquelles il tâche de rendre vie à son romancier fétiche, Flaubert. Ainsi fait-il paraître en quelques années Mon amie George Sand, Flaubert-Hugo une amitié littéraire et Flaubert, une jeunesse d’ours.
À la rentrée littéraire 2019, il publie chez Ramsay son premier roman : La petite Stéphanoise.
La presse salue la parution : c’est «un premier roman remarqué […] un roman familial et un beau portrait féminin, porté par le sceau de la résilience» pour La Tribune-Le Progrès, « une peinture sociale » ancrée dans l’histoire contemporaine, « une belle entrée en librairie» pour La Montagne. Dans L’Essor, Jacques Plaine apprécie un roman qui raconte « la vie, la vraie, [celle qui] n’est pas un roman pour midinettes ». De leur côté, les blogs littéraires saluent « un roman intimiste et magnifique » (Valmyvoyoulit), un de ces textes qui « parviennent encore à vous surprendre par un style, par des personnages, par un cadre et par des petits détails qui apportent ce petit truc en plus qui fait du bien et qui vous immerge » (LeslecturesdePampoune). Le webzine Le petit Furania parle quant à lui d’« une belle surprise littéraire ».
Le roman obtient le « Coup de cœur » du Prix Fauriel et est présenté dans différents salons du Livre (« 25ème heure du livre » au Mans, Fête du Livre de Saint-Étienne, Salon du livre Royat-Chamalières, etc) et plusieurs émissions radiophoniques, avec Jean-Claude Duverger, Gérard Georges…
En 2021, toujours chez Ramsay, Thierry Poyet publie : Ce que Camus ne m’a pas appris. La quatrième de couverture annonce «un roman social, dans l’air du temps, où les personnages à la Houellebecq évoluent en quête d’un sens à leur existence. Entre sentiment de l’absurde et espoir d’un bonheur enfin accessible, Anne-Laure et Chambertin sont les étrangers du nouveau siècle. » Pour le quotidien Le Progrès, Dominique Berthéas évoque « un livre qu'on lâche difficilement, qui capte l'air du temps ». Différents blogs littéraires le chroniquent à leur tour, dont L'Ephémélire : « les romans de Thierry Poyet sont saisissants de vérité et affutent notre regard sur la société qui nous entoure. On en ressort plus prompts à réfléchir. » 
En mars 2022, un troisième roman voit le jour : Il faut tuer Wolfgang Müller. Où Il est question de devoir de mémoire, de traque des derniers Nazis, de relations intergénérationnelles... La critique salue « la qualité d'écriture » ou encore « l'art du portrait que Thierry Poyet maîtrise avec la même précision que l'orfèvre ciselant ses pièces de métal précieux » (Luxemburger Wort, Die Warte, 16 juin 2022).
Il publie à l'été 2023 un nouveau roman aux édition Maïa (Paris) : Raconte-moi un mensonge, "un roman miroir de notre époque" pour le quotidien "Le Progrès" (27 juillet 2023). Un an plus tard, paraît Né sous Franco aux éditions CHUM, une jeune maison d'édition pour laquelle il continue de travailler en 2025 avec deux nouveaux récits en préparation. Né sous Franco a été sélectionné pour le Prix Lucien-Neuwirth.

## Œuvres

### Romans
- La petite Stéphanoise, Paris, Ramsay, 2019 (Coup-de-Coeur du Prix Claude-Fauriel 2019). Réédition : Éditions du Mot Passant, coll. "Mot en Poche", 2025.
- Ce que Camus ne m’a pas appris, Paris, Ramsay, 2021.
- Il faut tuer Wolfgang Müller, Paris, Ramsay, 2022 : Prix du roman Saint-Estèphe 2023 (Sélection du Prix Exbrayat 2022 et du Prix Claude-Fauriel 2022).
- Raconte-moi un mensonge, Paris, Éditions Maïa, 2023.
- Né sous Franco, Paris, Chum Éditions, 2024 (Sélection du Prix Lucien-Neuwirth).
- Le maillot de Larqué, Paris, Chum Éditions, 2025.

### Nouvelles
- La Midinette (Littératures et Cie, n°3, 1er semestre 2023, éditions Christine Bonneton)

### Préfaces
- Ahmed Hafdi, Cette belle poussière jaune d'Uruk, Paris, L'Harmattan, 2009.
- Patrick Mathieu, La face cachée de Flaubert, Paris, Kimé, 2021.

### Essais
- L’Héritage Flaubert-Maupassant, Paris, Kimé, 2000, 279 p.
- Le Nihilisme de Flaubert, Paris, Kimé, 2001, 304 p.
- Les Châtiments de Victor Hugo, Saint-Pierre du Mont, Eurédit, 2001, 136 p.
- Situations autobiographiques: Rousseau, Flaubert, Sartre, Angot, Saint-Pierre du Mont, Eurédit, 2004, 213 p.
- Madame Bovary, le roman des lettres, Paris, L’Harmattan, 2007, 291 p.
- Flaubert ou une conscience en formation: éthique et esthétique de la correspondance, Paris, L’Harmattan, 2008, 388 p.
- Pour une esthétique de Flaubert d’après sa correspondance (1ère éd.: 2000), Paris, Eurédit, 2009 (nouvelle édition, revue, corrigée et augmentée), 279 p.
- Maupassant, une littérature de la provocation, Paris, Kimé, 2011, 191 p.
- Bouvard et Pécuchet, le savoir et la sagesse, Paris, Kimé, 2012, 208 p.
- Maxime Du Camp, l’autre romancier, Paris, Kimé, 2013, 322 p.
- Pourquoi L’Éducation sentimentale de Flaubert ?, Paris, Kimé, 2017, 231 p.
- La Gens Flaubert, Paris, coll. «Bibliothèque des lettres modernes - Critique», Lettres Modernes Minard, 2017, 618 p.
- Hugo et la peine de mort, coll. «La Question», Genève, Éditions de l’Hèbe, 2019.
- Flaubert, Paris, Ellipses, 2020, 463 p.
- Flaubert ou l’œuvre muse (avec Franck Colotte), Paris, Kimé, 2021.

### Direction d’ouvrages
- Flaubert et les artistes de son temps, Éléments pour une conversation entre écrivains, peintres et musiciens, Paris, Eurédit, 2010, 292 p.
- Lectures de la correspondance Flaubert-Sand, Des vérités de raison et de sentiments, Clermont-Ferrand, Presses Universitaires Blaise-Pascal, collection Écritures de l’intime: correspondances, mémoires, autobiographies, 2013, 308 p.
- Tableaux d’école, actes du colloque «Images et représentations de l’école dans la littérature des XVIIIe et XIXe siècles», Paris, Éditions Orizons, 2018, 325 p.
- Maxime Du Camp polygraphe, série «Minores XIX-XX», n°1, Paris, Classiques Garnier, coll. "La Revue des lettres modernes", 2019.
- Louise Colet ou l’éclectisme littéraire, série «Minores XIX-XX», n°2, Paris, Classiques Garnier, coll. "La Revue des lettres modernes", 2020.
- Vivre et travailler au même endroit. Personnages, écrivains et peintres confinés, Clermont-Ferrand, PUBP, 2022.
- Rachilde ou les aléas de la postérité. De l'oubli au renouveau, série "Minores XIX-XX", n°6, Paris, Classiques Garnier, coll. "La Revue des lettres modernes", 2023.
- Maxime Du Camp deux cents ans après. Une incarnation du XIXe siècle, Paris, Éditions Honoré Champion, coll. "Romantisme et modernité", 2024. (avec Nicolas Bourguinat)

### Ouvrages pédagogiques et de vulgarisation
- Mon amie George Sand, un portrait selon Gustave Flaubert (récit apocryphe), La Nouvelle République, Tours, 1998, 78 p.
- Comprendre le pouvoir des mots, la littérature face au second Empire, Éditions Scéren-CRDP, Grenoble, 2002, 192 p.
- Enseigner Flaubert au lycée, Éditions Scéren-CRDP, collection 36, Grenoble, 2002, 159 p.
- Maupassant, le métier d’écrivain, Éditions Scéren-CRDP, collection 36, Grenoble, 2005, 155 p.
- Flaubert Hugo, une amitié littéraire (récit apocryphe), Paris, L’Harmattan, 2008, 130 p.
- Du romancier aux personnages, Éléments didactiques pour l’étude de quelques personnages littéraires, L’Harmattan, Paris, 2009, 248 p.
- Flaubert, une jeunesse d’ours (récit biographique), Paris, L’Harmattan, 2011, 203 p.
- Émile Zola, Portraits de femmes. Neuf nouvelles naturalistes, Coll. Classiques et Patrimoine, Paris, Magnard, 2014, 128 p.
- Victor Hugo, Pauca meae Livre IV des Contemplations, Coll. Classiques et Patrimoine, Paris, Magnard, 2015, 93 p.
- Les 100 plus grandes œuvres de la littérature française, Paris, Ellipses, 2019.
- Grand dictionnaire de la Littérature Française, Chamalières, Éditions Christine Bonneton, 2023.

### Rééditions
- Maxime Du Camp, Les Forces perdues, Paris, Eurédit, 2010.
- Ernest Feydeau, Daniel, Paris, Kimé, 2017.
- Maxime Du Camp, Théophile Gautier, suivi de Théophile Gautier, souvenirs intimes par Ernest Feydeau, Lyon, Palimpseste, 2020.
- Henry Céard, Une belle journée, Folio Classique, 2022.